# Saxifraga geranioides
Saxifraga geranioides är en stenbräckeväxtart som beskrevs av Carl von Linné. Saxifraga geranioides ingår i Bräckesläktet som ingår i familjen stenbräckeväxter. Inga underarter finns listade i Catalogue of Life.

## Bildgalleri

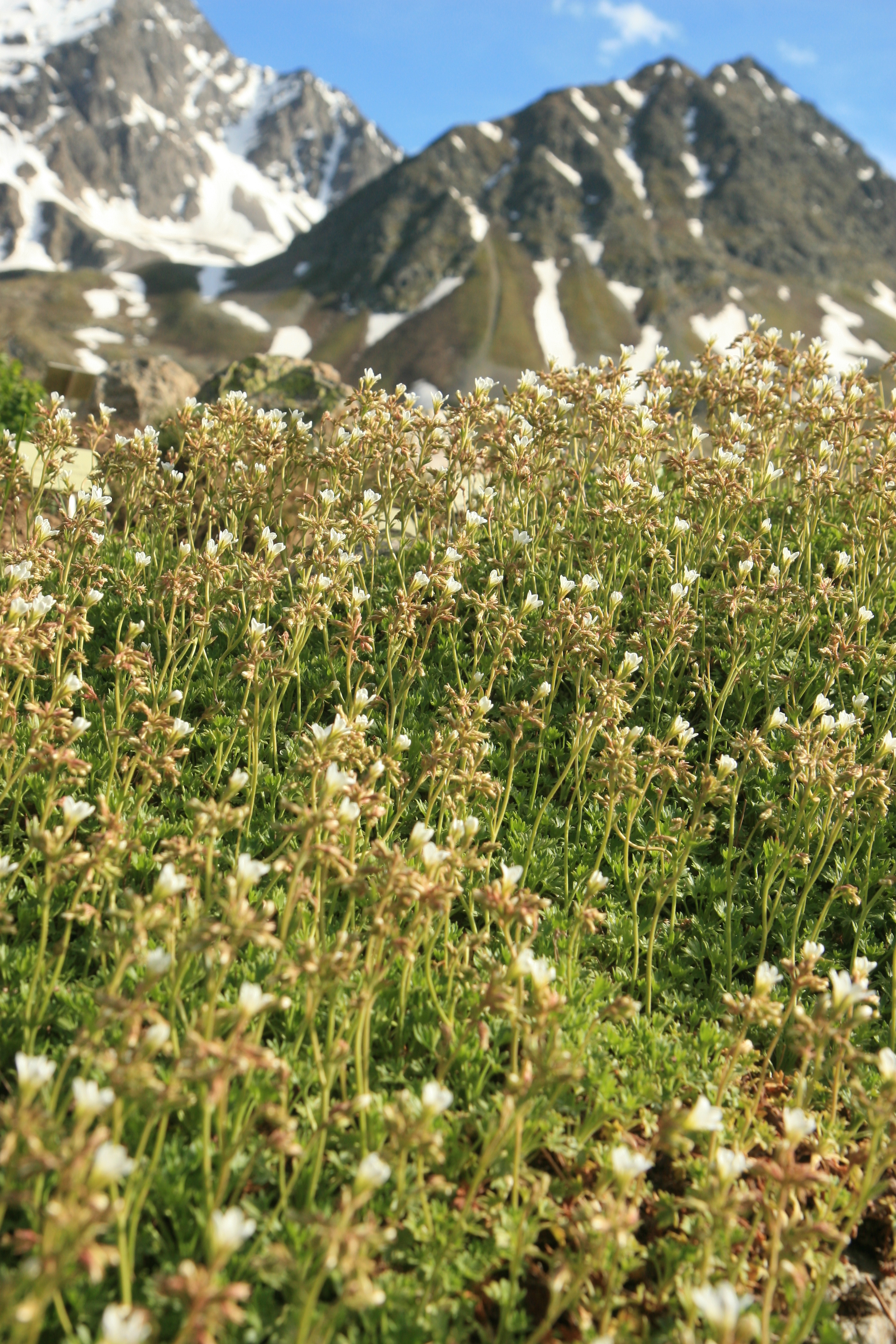
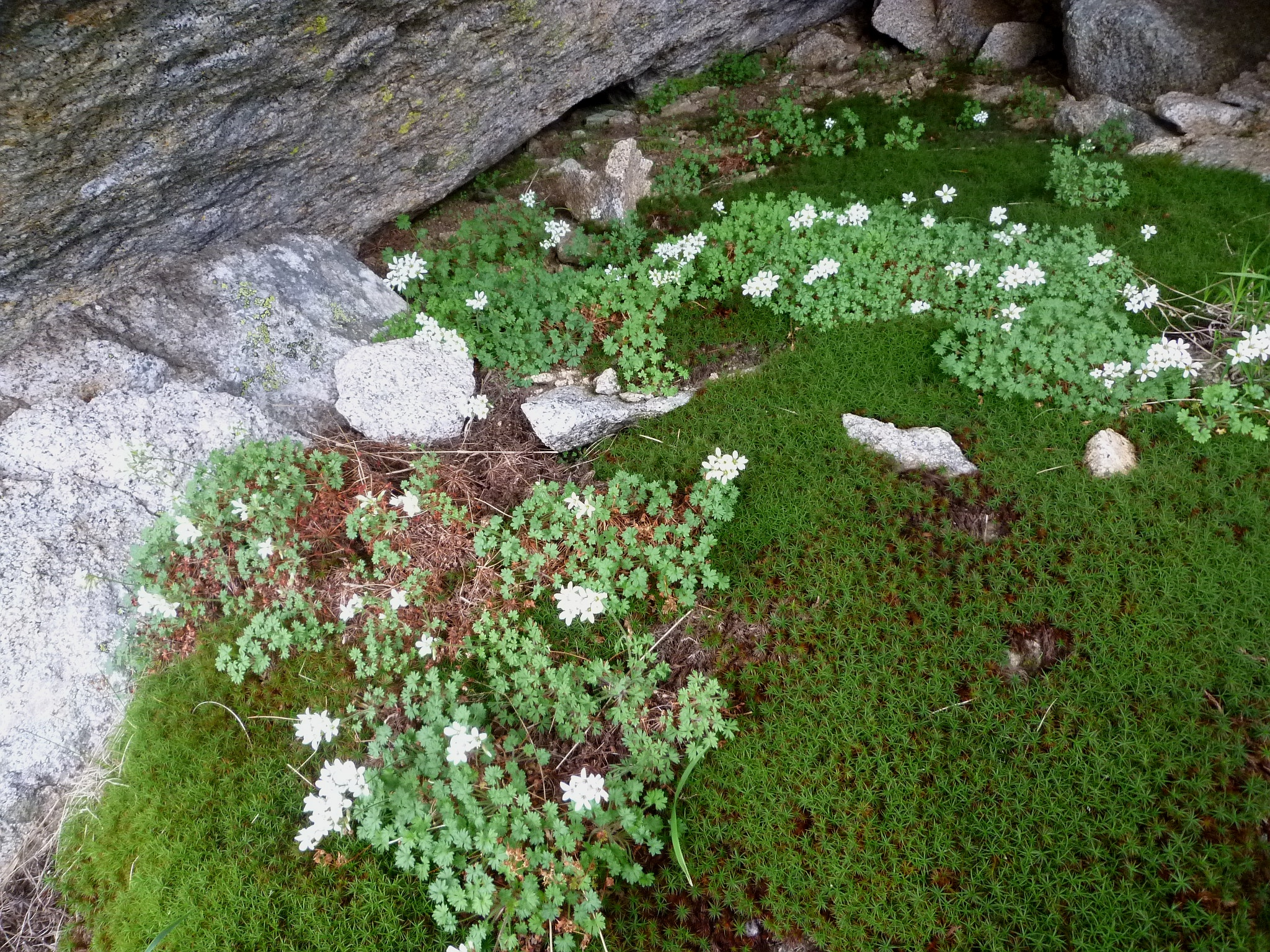
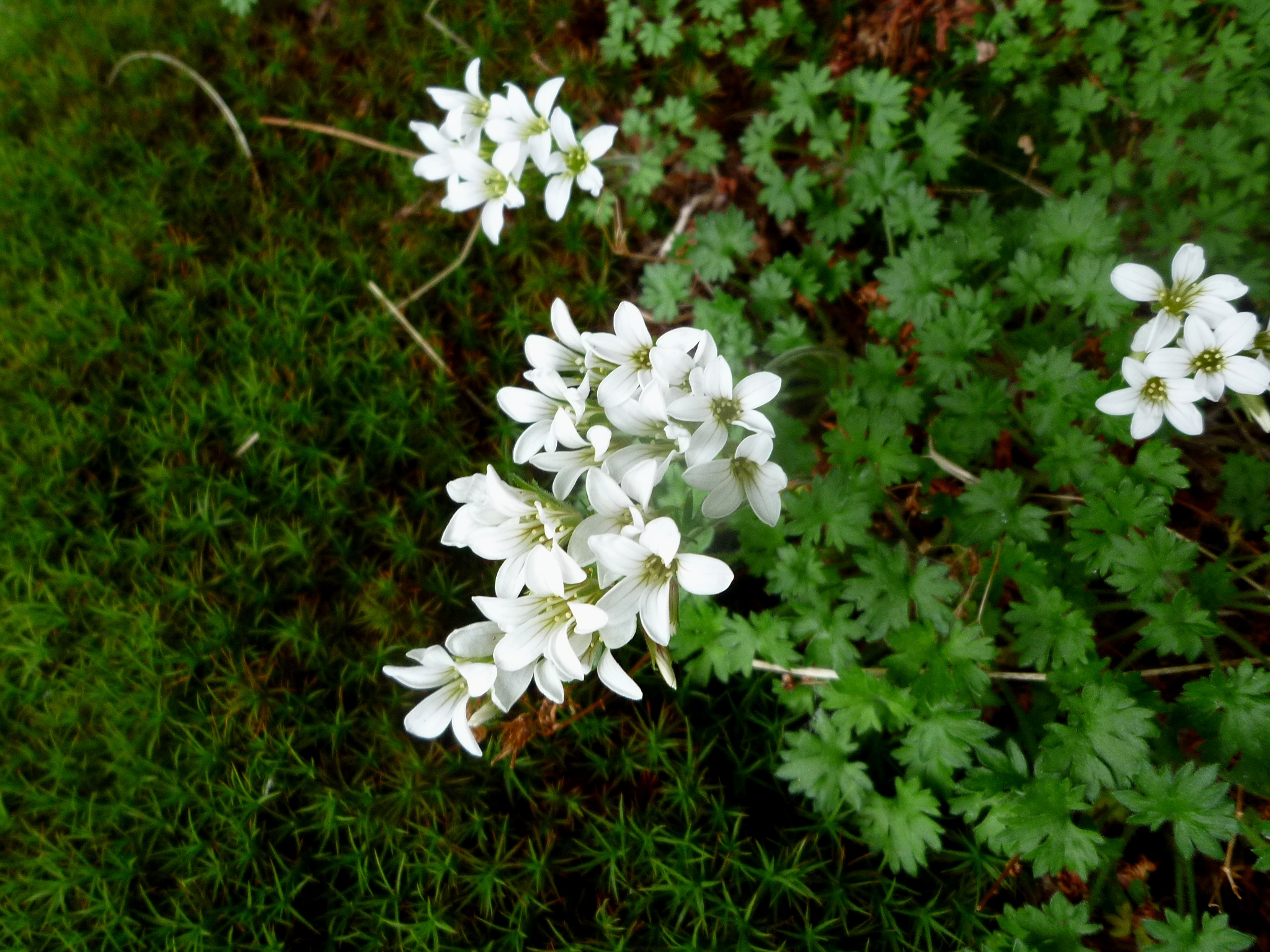